# Gallus (Name)
Gallus ist ein männlicher Vorname, der sich von einem römischen Cognomen ableitet, und ein Familienname.

## Herkunft und Bedeutung
Das lateinische Wort Gallus bedeutet Hahn. Der Name könnte sich allerdings auch auf eine Person aus Gallien beziehen.

## Namensträger

### Einname
- Gallus (Heiliger) (um 550–620/640), irischer Heiliger und Patron der Stadt St. Gallen

### Cognomen
- Aelius Gallus, römischer Präfekt von Ägypten
- Appius Annius Gallus (Konsul 67), römischer Politiker und Senator
- Appius Annius Gallus (Konsul im 2. Jahrhundert), römischer Politiker und Senator, Konsul 139/140
- Aulus Caesennius Gallus, römischer Statthalter
- Lucius Cestius Gallus Cerrinius Iustus Lutatius Natalis, römischer Statthalter
- Aulus Didius Gallus, römischer Senator und Feldherr
- Aulus Didius Gallus Fabricius Veiento, römischer Suffektkonsul 80 und 83
- Constantius Gallus (325–354), Cousin und Caesar des römischen Kaisers Constantius II.
- Gaius Aquilius Gallus (um 116–44 v. Chr.), römischer Jurist
- Gaius Arminius Gallus, römischer Suffektkonsul 120
- Gaius Asinius Gallus (41 v. Chr.–33 n. Chr.), römischer Konsul
- Gaius Cestius Gallus (Konsul 35),  römischer Senator
- Gaius Cestius Gallus (Suffektkonsul 42) († 67), römischer Senator
- Gaius Cornelius Gallus (um 69–26 v. Chr.), römischer Soldat und Dichter
- Gaius Iulius Gallus, Konsul 124
- Iulius Gallus Aquila, römischer Jurist
- Lucius Afinius Gallus, römischer Konsul 62
- Lucius Anicius Gallus, römischer Politiker, Konsul 160 v. Chr.
- Lucius Aurelius Gallus (Konsul um 129/133), römischer Suffektkonsul
- Lucius Aurelius Gallus (Konsul 146), römischer Suffektkonsul
- Lucius Aurelius Gallus (Konsul 174), römischer Konsul
- Lucius Aurelius Gallus (Konsul 198), römischer Konsul, Statthalter der römischen Provinz Moesia inferior (Niedermösien)
- Lucius Caninius Gallus (Volkstribun 56 v. Chr.), römischer Politiker
- Lucius Caninius Gallus (Konsul 37 v. Chr.), römischer Senator
- Lucius Caninius Gallus (Suffektkonsul 2 v. Chr.), römischer Politiker und Senator
- Lucius Cossonius Gallus, römischer Suffektkonsul 116
- Lucius Fabius Gallus, römischer Suffektkonsul 131
- Marcus Nonius Gallus, römischer Feldherr
- Marcus Vergilius Gallus Lusius, römischer Offizier
- Messalla Vipstanus Gallus, römischer Suffektkonsul 48
- Quintus Ogulnius Gallus, römischer Politiker und Konsul
- Quintus Petiedius Gallus, römischer Suffektkonsul (153)
- Quintus Roscius Gallus (um 126–62 v. Chr.), römischer Schauspieler
- Sextus Gavius Gallus, römischer Offizier (Kaiserzeit)
- Sextus Vibius Gallus, römischer Offizier (Kaiserzeit)
- Trebonianus Gallus (206–253), römischer Kaiser

### Vorname
- Gallus Alt (1610–1687), Schweizer Benediktiner, als Gallus II. von 1654 bis 1687 Fürstabt von St. Gallen
- Gallus Anonymus († nach 1116), Benediktiner und Chronist
- Gallus Jakob Baumgartner (1797–1869), Schweizer Politiker
- Gallus Brockard (1724–1799),n deutscher Benediktiner, von 1759 bis 1799 Abt der Abtei Michelsberg in Bamberg
- Gallus Döbler (1525–1570), deutscher lutherischer Theologe
- Gallus Dreßler (1533–um 1585), deutscher Kantor und Komponist
- Gallus Emmenius (1541–1599), Stadtphysikus in Zittau
- Gallus Haas († 1540), Abt im Kloster St. Blasien
- Gallus Heer (1897–1981), Schweizer Benediktiner und Historiker
- Gallus von Hochberger (1803–1901), österreichischer Mediziner und k.k. Hofrat
- Gallus Jacob (1670–1736/1737), deutscher Hofbeamter
- Gallus Kemli (1417–1480/1481), Benediktinermönch im Kloster St. Gallen
- Gallus Aloys Kaspar Kleinschrod (1762–1824), deutscher Rechtswissenschaftler und Hochschullehrer
- Gallus Leith (1709–1775), Professor der Theologie und Abt des Schottenklosters St. Jakob in Regensburg
- Gallus Moosbrugger (1810–1886), Käsehändler
- Gallus Oehem (um 1445–1521), Mönch und Chronist des Klosters Reichenau
- Gallus Rehm (1924–2020), deutsch-ungarischer Werkstofftechniker und Materialpüfer, Hochschullehrer
- Gallus Schmid (1902–1977), österreichischer Politiker (ÖVP) und Stickereifabrikant
- Gallus August Suter (1829–1901), Schweizer Jurist und Politiker
- Gallus Zeiler (1705–1755), Benediktiner und Klosterkomponist
- Gallus Zembroth (1589–1662), deutscher Weinbauer, Kommunalpolitiker und Chronist

### Familienname
- Alexander Gallus, anderer Name von Alexander de Villa Dei (um 1170–??), französischer Chorherr und Autor
- Alexander Gallus (Historiker) (* 1972), deutscher Historiker
- Bertram Gallus (1951–2004), deutscher Verleger
- Carolus Gallus (Karel de Haan; 1530–1616), niederländischer Prediger
- Claudia Gallus (* 1970), deutsche Schauspielerin
- Georg Gallus (1927–2021), deutscher Politiker (FDP)
- Jacobus Gallus (1550–1591), Komponist
- Jodocus Gallus (1459–1517), Humanist und Prediger
- Johannes Gallus (um 1525–1587), deutscher Theologe und Dichter
- Jutta Gallus, früherer Name von Jutta Fleck (* 1946), „Frau vom Checkpoint Charlie“
- Lieselotte Voellner-Gallus (1919–2003), deutsche Medizinerin und Bildhauerin
- Martin Gallus († nach 1116), polnischer Benediktiner und Chronist, siehe Gallus Anonymus
- Martin Gallus (Theologe) († 1581), deutscher Theologe
- Nicolaus Gallus (auch Nicolaus Gall; 1516–1570), deutscher Theologe und Reformator
- Philipp Christoph Gallus (1786–1850), deutscher Richter und Politiker
- Thomas Gallus (1190–1226/1246), französischer Philosoph und Scholastiker
- Tibor Gallus (1906–1982), ungarischer Theologe und Priester